# Aguaí
Aguaí é um município do estado de São Paulo, no Brasil. Localiza-se à latitude 22° 03’ 34” sul e à longitude 46° 58’ 43” oeste, estando a 660 metros acima do nível do mar. Segundo o IBGE a população estimada em 2019 era de 36 305 habitantes.

## Toponímia
Aguay na língua tupi significa chocalho, guiso, cascavel. A cobra cascavel assim é chamada porque tem cascavéis, e na língua tupi é denominada mboy-aguahy, porque tem guiso, cascavel, chocalho (aguaís). Até 1944 a localidade denominava-se Cascavel e era um distrito de São João da Boa Vista.

## História
A ocupação europeia do município começou no início do século XVIII, quando as famílias Alves e Tangerino apossaram-se de terras nessa região em que serpeia o riacho Itupeva e de onde se avistam, ao longe, as serras de caldas. Depois, estes campos passaram a ser propriedade de Bento Dias Moreira, que por sua vez, os transferiu a João Moreira da Silva e Silvestre Antonio da Rosa. No início do século XIX, João Moreira da Silva vendeu parte de suas terras a João Rodrigues da Fonseca, as mesmas que, depois, foram adquiridas pelo capitão Joaquim Gonçalves Valim. Daí, graças a liberação de várias glebas doadas pelos herdeiros do capitão Valim, deu-se a formação da área para início do pequeno povoado de Cascavel, às margens da Companhia Mogiana de Estradas de Ferro, na Estação de Cascavel, cujo nome é originário de antigo potreiro existente nas suas imediações, o qual, segundo a lenda, teria abrigado enorme cobra desta espécie.
A povoação de Cascavel iniciou a partir da instalação da Estação Cascavel da Companhia Mogiana de Estradas de Ferro, em 1 de janeiro de 1887, entre os rios Moji-Guaçu e seu afluente Jaguari-Mirim, no município de São João da Boa Vista, motivando o interesse de pessoas a fixarem residência e casas de comércio, pois eram vantajosas as perspectivas de desenvolvimento para a localidade. Nesse mesmo ano, chegou na região a família Braga, constituída pelo Major João Joaquim Braga, sua mulher, Dona Placidina Gonçalves Braga, e filhos; ficaram residindo bem próximo à Estação, em casa própria. Major Braga, natural de Braga (Portugal), era dinâmico, empreendedor, comerciante, idealista de espírito público, desde logo posse em ação para conseguir a formação do Patrimônio do Senhor Bom Jesus de Cascavel, obtendo já no ano de 1889 a criação da Agência de Correios, a nomeação do Sub-Delegado de Polícia e as primeiras doações de terrenos.
Em 4 de agosto de 1898, através da Lei Estadual nº 584, Major Braga via concretizar-se seu desejo, com a elevação do pequeno povoado de Cascavel à categoria de distrito, subordinado ao município de São João da Boa Vista, já incorporado de diversas benfeitorias que indicavam uma vila: ruas traçadas, diversas moradias, algumas casas de comércio, dois hotéis, a praça arborizada, a capela e o cemitério.
Dois anos após, em 28 de setembro de 1900, acontecia a primeira instalação da paróquia do Senhor Bom Jesus de Cascavel, sendo o Bom Jesus o padroeiro da localidade, festivamente reverenciado e louvado, todos os anos na tradicional data de 6 de agosto.
Em 30 de novembro de 1944, através do Decreto-lei Estadual nº 14 334, o distrito de Cascavel foi elevado à categoria de município, com a denominação de Aguaí, desmembrado de São João da Boa Vista e Mogi-Guaçu. Sua instalação ocorreu no dia 1 de janeiro de 1945.
Nos últimos anos, embora a situação social do Brasil, inserido no contexto internacional de rápidas transformações em todos os campos da atividade humana, tenha sofrido reformas marcantes, podemos considerar Aguaí um período de expansão urbana e significativo crescimento agrícola e industrial, sofrendo, por vezes, as preocupações carenciais causadas por inflação monetária desenfreada e ação política dúbia. Na sua trajetória de contínuo crescimento, Aguaí passa a contar a partir de 2 de dezembro de 1983, os benefícios da instalação do Foro Distrital criada pela Lei nº 3.396, de 16 de junho de 1982, após enorme empenho do então Prefeito Dr. Luiz Antonio Milanez.

## Geografia
O Município de Aguaí possui uma área de 474,741 km² localizada no leste paulista e na bacia hidrográfica do Rio Mogi-Guaçu. Essa área faz limite com os seguintes municípios: ao norte, Santa Cruz das Palmeiras,Casa Branca e Vargem Grande do Sul; a leste, São João da Boa Vista; ao sul, Mogi Guaçu, Espírito Santo do Pinhal e Leme; a oeste, Pirassununga. Sua população total é de 35 508 habitantes (de acordo com a estimativa do IBGE de 2017).

### Topografia
- Plana

### Hidrografia

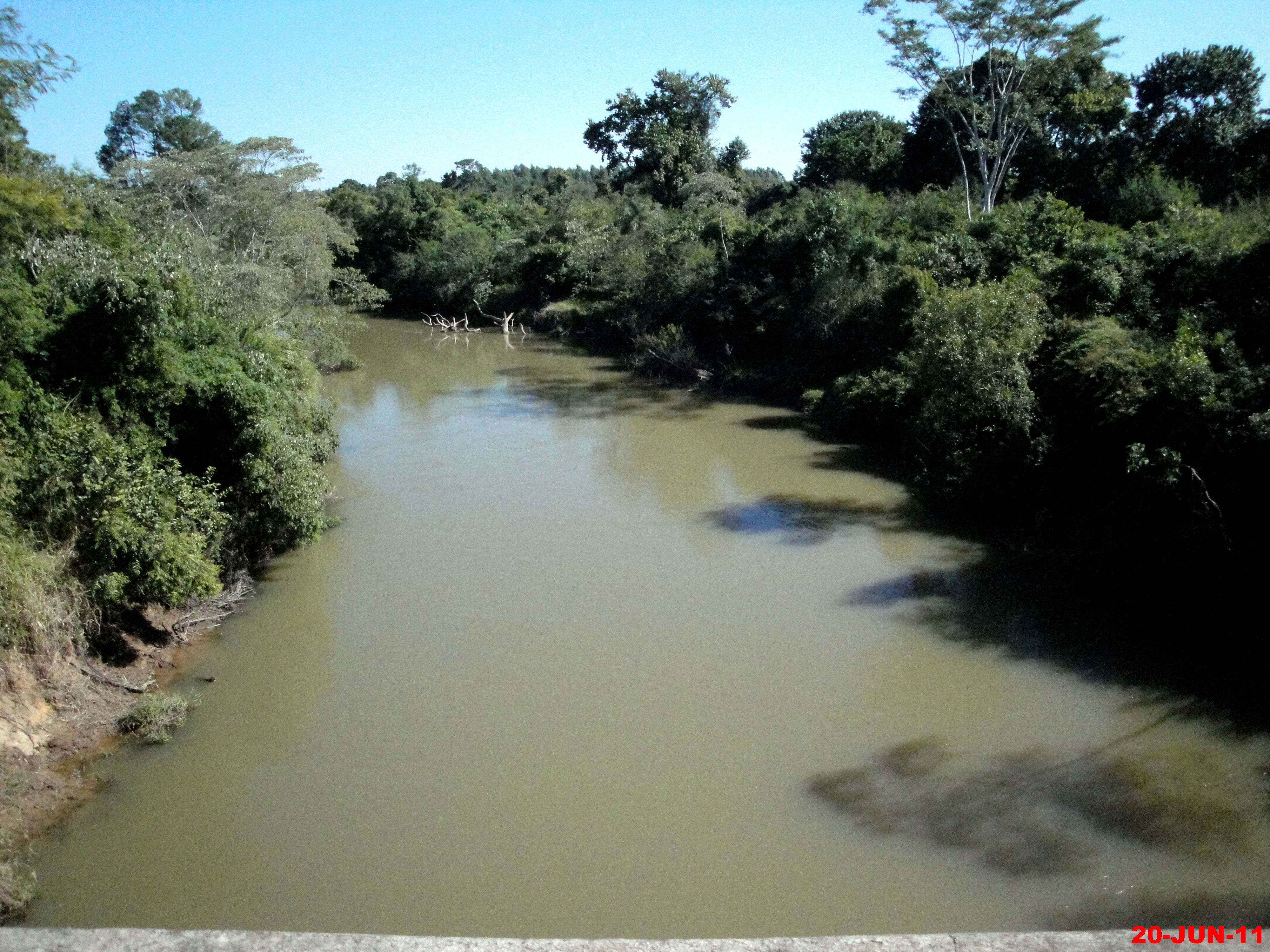
Trecho do Rio Jaguari Mirim em Aguaí.

- Rio Jaguari Mirim
- Rio Itupeva
- Rio Capetinga
- Rio Oriçanga
- Córrego Isoldina
- Córrego Amaro Nunes
- Ribeirão dos Porcos
- Córrego da Lage
- Córrego Lajeado
- Córrego Bambu

### Rodovias

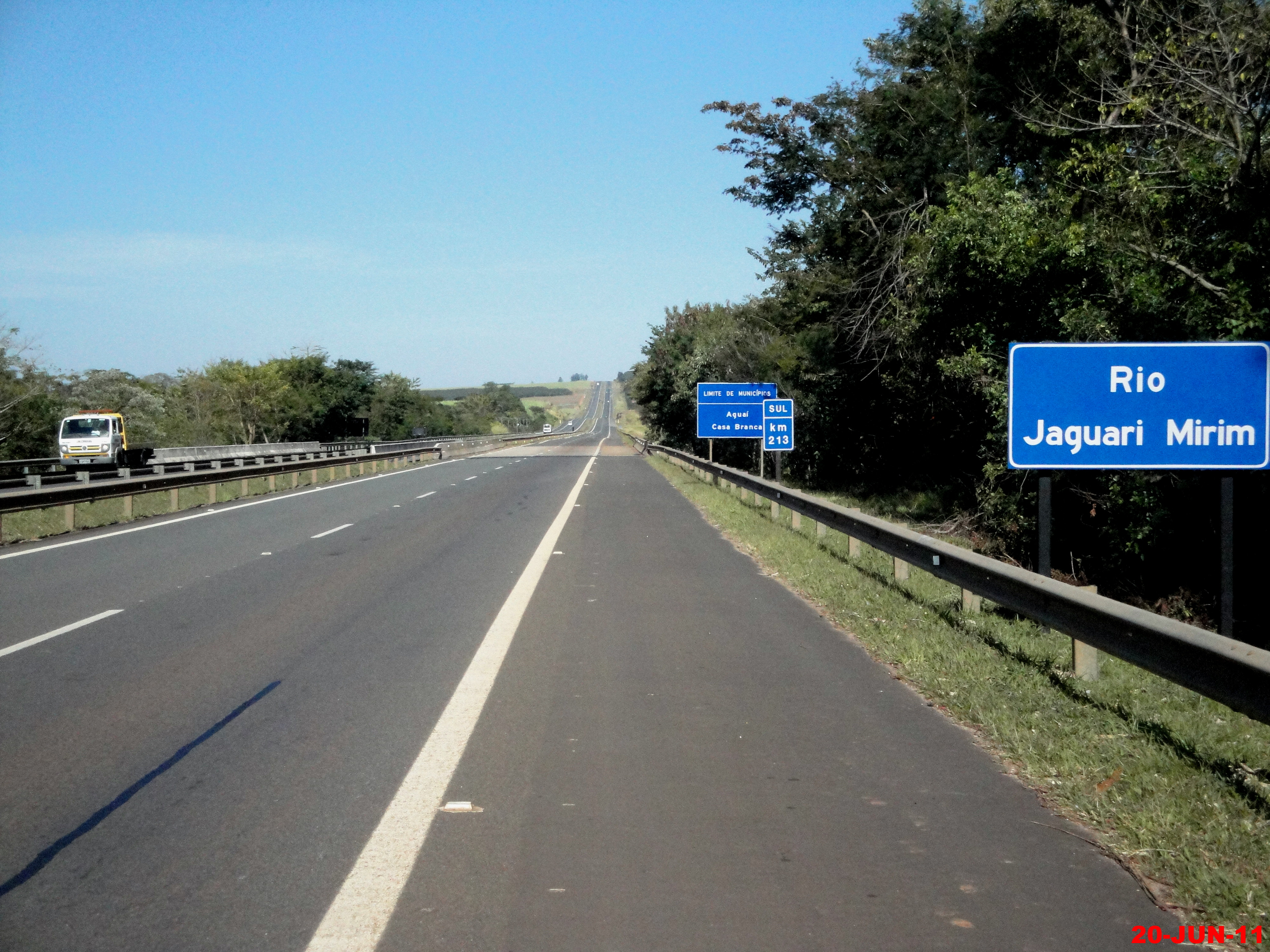
Trecho da SP-340 na divisa dos municípios de Casa Branca e Aguai.

- SP-340
- SP-344
- SP-225

### Ferrovias[9]
- Linha Tronco da antiga Companhia Mogiana de Estradas de Ferro
- Ramal de Caldas da antiga Companhia Mogiana de Estradas de Ferro

### Estradas municipais
- Aguaí/São João da Boa Vista
- Aguaí/Orindiúva
- Aguaí/Espírito Santo do Pinhal
- Aguaí/Leme

## Demografia

### População
| Crescimento populacional                             | Crescimento populacional | Crescimento populacional | Crescimento populacional |
| Ano                                                  | População Total          |                          | %±                       |
| ---------------------------------------------------- | ------------------------ | ------------------------ | ------------------------ |
| 1946                                                 | 9 485                    |                          | —                        |
| 1950                                                 | 7 738                    |                          | −18,4%                   |
| 1958                                                 | 8 459                    |                          | 9,3%                     |
| 1960                                                 | 11 120                   |                          | 31,5%                    |
| 1970                                                 | 13 171                   |                          | 18,4%                    |
| 1980                                                 | 17 056                   |                          | 29,5%                    |
| 1991                                                 | 23 363                   |                          | 37,0%                    |
| 2000                                                 | 28 195                   |                          | 20,7%                    |
| 2010                                                 | 32 148                   |                          | 14,0%                    |
| 2022                                                 | 32 072                   |                          | −0,2%                    |
| Est. 2024                                            | 32 888                   | [ 10 ]                   | 2,5%                     |
| Fontes: Censos Demográficos IBGE e Estimativas SEADE |                          |                          |                          |

### Dados demográficos
Dados do Censo - 2019
População total estimada: 36.305 hab.
- Urbana: 29.001
- Rural: 3.147
  - Homens: 16.217
  - Mulheres: 15.931

Densidade demográfica: 67,72 hab./km²
Mortalidade infantil até um ano: 15,24 por mil
Expectativa de vida: 76,5 anos
Taxa de fecundidade: 2,1 filhos por mulher
Taxa de alfabetização (maiores de 15 anos): 92,27%
Índice de Desenvolvimento Humano (IDH-M): 0,786
- IDH-M Renda: 0,703
- IDH-M Longevidade: 0,858
- IDH-M Educação: 0,606

(Fonte: IPEADATA)

## Economia

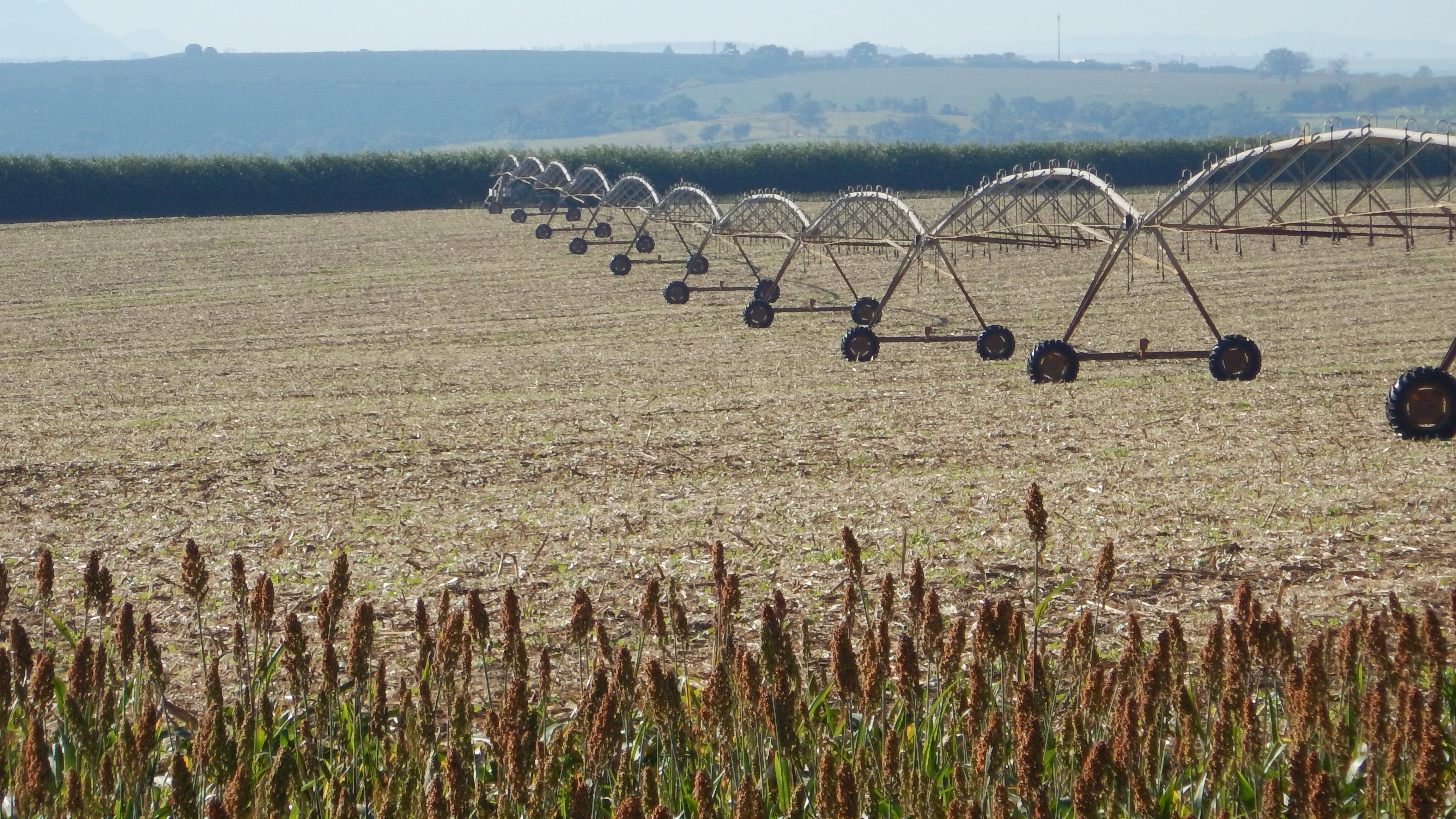
Área rural, irrigação com pivo central de em cultivo de sorgo.

A economia do município está baseada principalmente na agricultura e no setor industrial de papelão, a cidade possui quatro empresas no setor que emprega cerca de 40% dos trabalhadores da cidade.
No setor agrícola, predominam as culturas de cítricos, soja, algodão, milho, feijão e arroz, na pecuária: leite e corte. Já o setor industrial dispõe de produções nas áreas de alimentos, embalagens, máquinas, materiais de construção etc. O setor bancário do município é bem estruturado. Aguaí possui 5 agências bancárias.

## Infraestrutura

### Educação
O município conta com quinze escolas municipais e quatro estaduais.

### Comunicações
O sistema de telefones automáticos foi inaugurado na cidade em 1962 pelo Serviço Telefônico Municipal, administrado pela Companhia Telefônica Brasileira (CTB). Já o sistema de discagem direta à distância (DDD) foi implantado em 1979 pela Telecomunicações de São Paulo (TELESP) com o código de área (0196).
Na década de 90 o código DDD da cidade foi alterado para (019), para padronização do sistema telefônico com a telefonia celular que estava sendo implantada em todo o estado.

## Religião
O Cristianismo se faz presente na cidade da seguinte forma:

### Igreja Católica
O município pertence à Diocese de São João da Boa Vista. Possui três paróquias: Senhor Bom Jesus (padroeiro da cidade), que tem como pároco o padre Everaldo Donizete Ribeiro; São Benedito, que tem como pároco o padre Mauro Celso Rodrigues  e Santa Cruz (antiga São Sebastião da Colina), que tem, como pároco, o padre Anderson Ricardo Pereira.

### Igrejas Evangélicas
Entre as igrejas protestantes históricas, pentecostais e neopentecostais, encontram-se na cidade:
- Assembleia de Deus Ministério do Belém.[22][23]
- Congregação Cristã no Brasil.[24]